# Uapaca amplifolia
Uapaca amplifolia là một loài thực vật có hoa trong họ Diệp hạ châu. Loài này được Denis miêu tả khoa học đầu tiên năm 1927.